# Liste der Biografien/Zn
Liste der Biografien |
Portal Biografien |
Personensuche
# |
A |
B |
C |
D |
E |
F |
G |
H |
I |
J |
K |
L |
M |
N |
O |
P |
Q |
R |
S |
T |
U |
V |
W |
X |
Y |
Z |
?
 
Za |
Zb |
Zc |
Zd |
Ze |
Zf |
Zg |
Zh |
Zi |
Zj |
Zk |
Zl |
Zm |
Zn |
Zo |
Zr |
Zs |
Zu |
Zv |
Zw |
Zy |
Zz
Die Liste der Biografien führt alle Personen auf, die in der deutschsprachigen Wikipedia einen Artikel haben. Dieses ist eine Teilliste mit 8 Einträgen von Personen, deren Namen mit den Buchstaben „Zn“ beginnt.

## Zn

### Zna
- Znaider, Nikolaj (* 1975), dänischer Violinist und DirigentNikolaj Znaider (* 1975)

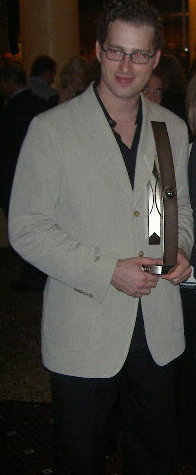
Nikolaj Znaider (* 1975)

- Znamenskiy, Alexander (* 1979), österreichisch-russischer Dirigent und Kammermusiker
- Znamirowski, Franciszek (1894–1972), Major der polnischen Armee und Maler
- Znaniecki, Florian (1882–1958), polnischer Soziologe und Philosoph

### Zni
- Znidarec, Mathias (* 1983), deutscher Schauspieler und Regisseur
- Zniszczoł, Aleksander (* 1994), polnischer Skispringer
- Zniti, Anas (* 1988), marokkanischer Fußballtorhüter

### Zno
- Znosko-Borovsky, Eugène (1884–1954), französischer Schachspieler russischer Herkunft